# Prémio Literário Miguel Torga
O Prémio Literário Miguel Torga foi instituído pela Câmara Municipal de Coimbra com o objectivo de homenagear o escritor com o mesmo nome, mas também galardoar obra inédita em língua portuguesa na categoria de narrativa.

## Vencedores
O vencedor é anunciado de dois em dois anos.

- 1984 - Vasco Pereira da Costa com Plantador de palavras, vendedor de lérias
- 1986 - Madalena Caixeiro com Sementes de só, raízes de mim
- 1988 – Não foi atribuído
- 1990 – Idalécio Cação com Daqui ouve-se o mar
- 1992 – Não foi atribuído
- 1994 – Serafim Ferreira com Mar de Palha
- 1996 – Serafim Ferreira com Crónica de Damião
- 1998 – Madalena Caixeiro com O Declive
- 2000 – Maria Júlia Matos Silva com A Noite Americana
- 2002 - Cristovão de Aguiar com Trasfega: casos e contos
- 2004 – José Hugo Sarmento Santos com As mulheres que amaram Juan Tenório
- 2006 – Cristóvão de Aguiar com A Tabuada do Tempo
- 2008 – Marlene Correia Ferraz com Na Terra dos Homens
- 2010 – Manuel Córrego com Perpétuas roxas e o lá de Schuman (1º prémio)
- 2010 – António Galrinho com O Homem que fazia círculos (Menção Honrosa)
- 2012 – Nuno de Figueiredo, com Vida e sombra
- 2015 -  Mário Lúcio Sousa com Biografia do Língua [2]